# Heliea

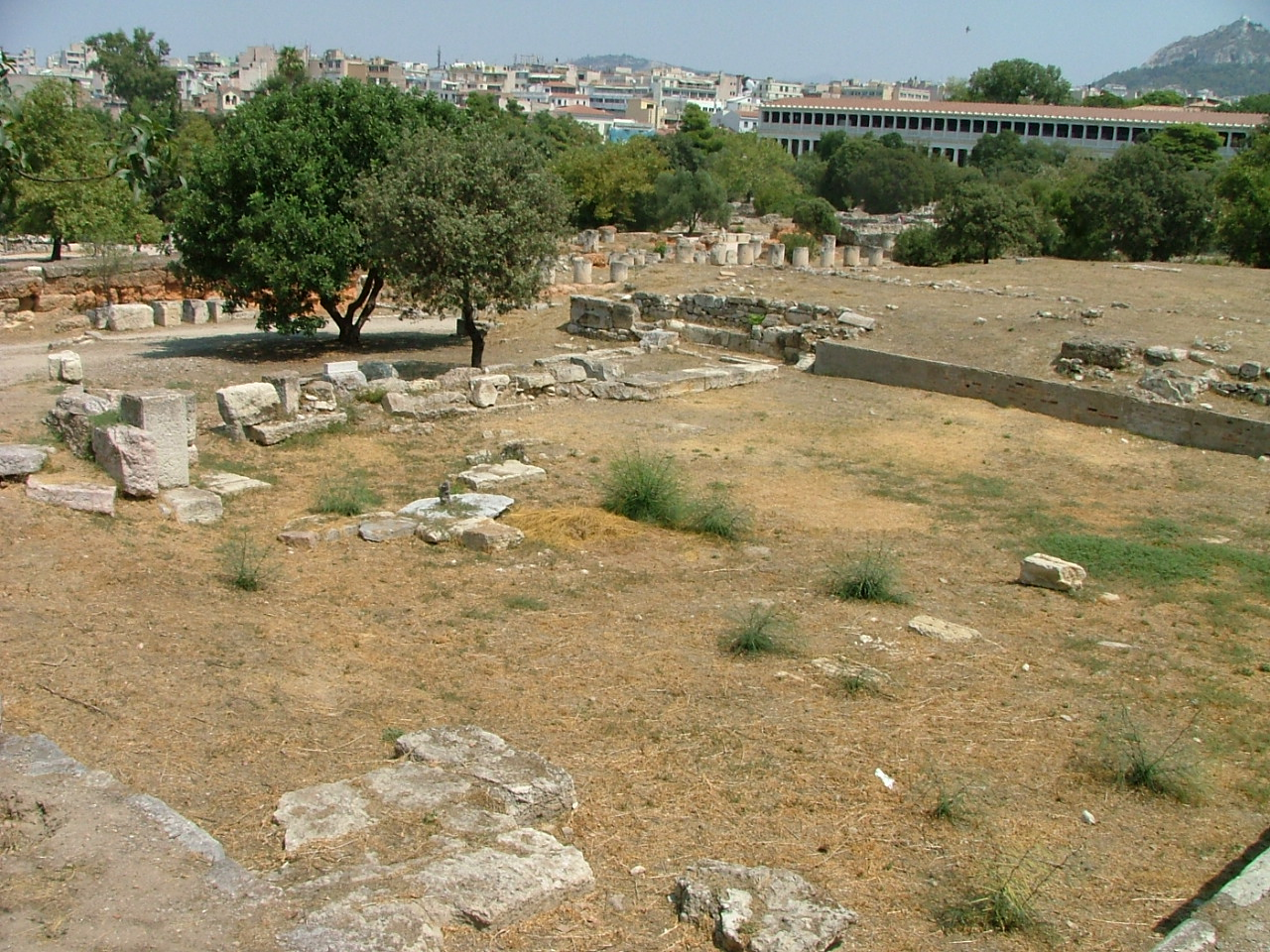
Recinto de las ruinas del tribunal de la Heliea. Estoa de Átalo al fondo. Ágora de Atenas.

La Heliea (en griego antiguo Ἡλιαία) era el Tribunal Supremo de la Antigua Atenas. En general, se sostiene que el nombre del tribunal proviene del verbo ἡλιάζεσθαι del griego antiguo, que significa congregarse. Otra versión es que el tribunal recibe su nombre del hecho de que las audiencias se llevaban a cabo en el exterior, bajo el sol. La Heliea era llamada asimismo ekklesía. Inicialmente, este era el nombre del lugar donde se realizaban las audiencias, pero luego esta denominación se extendió hasta incluir igualmente al tribunal.
Los jueces eran llamados heliastas (ἡλιασταί) o dikastas (δικασταί, ὀμωμοκότες ‘los que juraban’, es decir, los jurados). Los juicios se llamaban ἡλιάζεσθαι (δικάζειν).
La Heliea era un tribunal popular compuesto por 6000 ciudadanos, mayores de 30 años y repartidos en diez clases de 500 ciudadanos (1000 quedaban en reserva) sorteados cada año para ser heliastas. La acusación era siempre, en ausencia del equivalente a nuestros «ministerios públicos», una iniciativa personal de un ciudadano. En caso de condena, recibían una parte de la multa como indemnización y recompensa de sus esfuerzos por la justicia, por lo cual algunos ciudadanos hacían de la delación su oficio: Eran los sicofantas. A pesar de los mecanismos limitando los abusos de este sistema, esto contribuía a dividir la ciudad y servía de argumento al partido aristocrático contra el nuevo régimen. Por un complicado sistema y según el asunto, se designaba por sorteo (bajo control de un magistrado instructor) un número pequeño o grande de heliastas para cada proceso. Así, a título de ejemplo, para un proceso privado se reunían normalmente 201 jueces, 401 excepcionalmente. Para los procesos públicos, eran 501, 1001 o 1501 jueces. La labor de juzgar era difícil, ya que no había un código de procedimiento, ni código penal, ofreciendo así una gran libertad de interpretación de las leyes (por otra parte de cantidad reducida).
Los veredictos eran sin apelación e inmediatamente ejecutables, por lo que se comprende el importante papel político que tuvieron los tribunales de la Heliea. Se celebraban doscientas reuniones anuales, cada una bajo la presidencia de un magistrado que no tomaba parte en la votación. El tribunal de los Efetas (51 miembros) fue el que acaparó las prerrogativas del Areópago y podía reunirse en cuatro sitios diferentes según los tipos de asuntos:

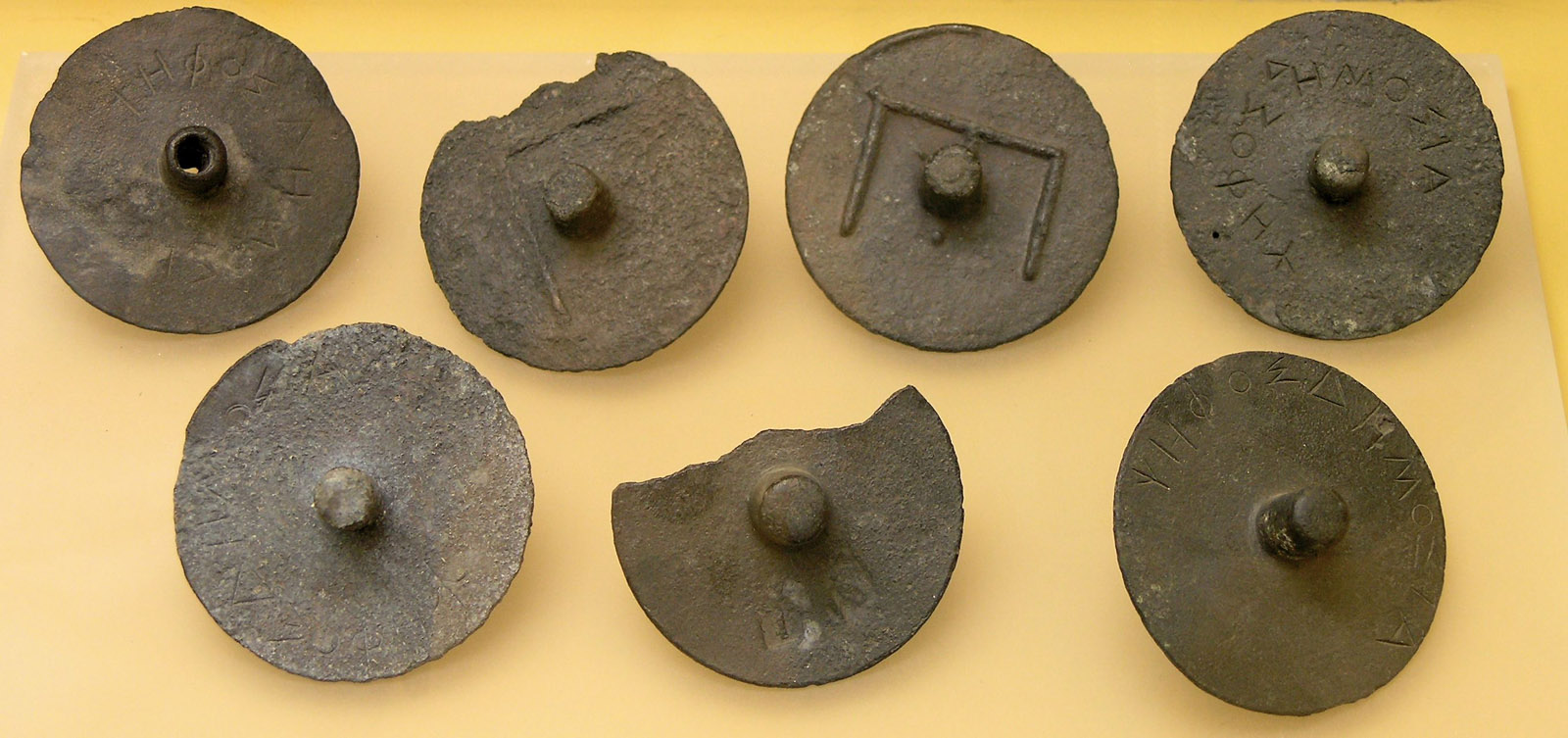
Fichas de voto utilizadas por los jurados de la Heliea, Museo del Ágora de Atenas.

- En el Pritaneo, juzgaban todo lo que había podido acarrear la muerte de personas (objetos, animales);
- En el Paladio, juzgaban las muertes involuntarias, a los metecos y los esclavos;
- En el Delfinio, juzgaban la legítima defensa;
- En el Freatis, situado junto al mar, en El Pireo, juzgaban a los exiliados que habían conocido una muerte en su exilio. El acusado estaba sobre una embarcación.

## Institución y composición de la Heliea
No está claro si la Heliea fue instituida por Clístenes o por Solón, pero parece que este último inició una función de la Asamblea para representar a un tribunal de recursos. El mismo Aristóteles afirma en otra obra suya que los tribunales son un elemento democrático en la constitución de Solón.
El tribunal tenía 6000 miembros, elegidos anualmente por sorteo  entre los ciudadanos varones de más de 30 años sin deudas con el Tesoro o no privados de sus derechos, concretamente privados de sus derechos civiles mediante el castigo humillante de la atimia (ἀτιμία). Aquellos que sufrían de defectos intelectuales o corporales, también eran exceptuados si sus taras les impedían apercibir los procedimientos. Si una persona descalificada participaba en un jurado, la información que era presentada contra él le conducía ante la Heliea. Si era condenado, el tribunal podía imponerle el castigo o multa que mereciera. Si el castigo era una multa, el infractor era llevado a prisión hasta que pagara la deuda anterior, por la que se le denunció, y la que además le impusiera el tribunal.

## Nombramiento del jurado

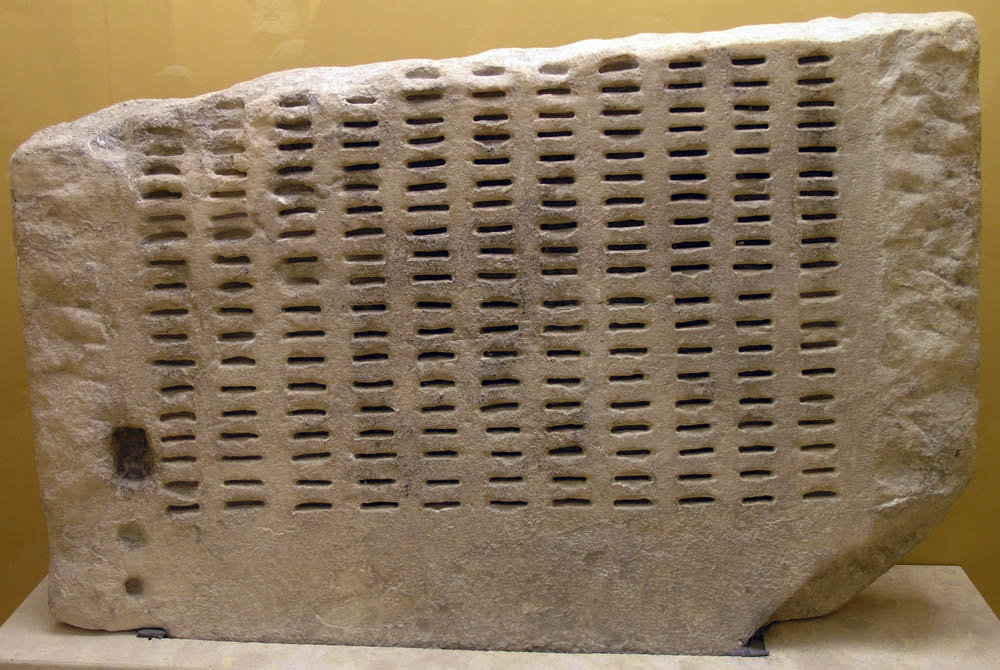
Cleroterion, máquina de sorteo de los jurados, Museo del Ágora de Atenas.

El cargo público de heliasta no era obligatorio, pero los ciudadanos que deseaban ejercer estos servicios debían solicitarlo. Los heliastas percibían un salario anual. Y, así, los jurados eran renumerados por cada día de empleo con un óbolo y más tarde, tras la muerte de Cleón en 425 a. C. con tres óbolos, nominalmente 3 dracmas antiguas. Según Aristóteles, «Pericles fue el primero que dio una retribución a los tribunales para hacer frente a la popularidad de Cimón por su riqueza».
Los 6000 procedían de las diez tribus (cada tribu ofrecía 600 miembros) y eran divididos en cámaras de 600 jurados, 500 o 501 eran miembros regulares y el resto constituía un jurado alternativo. En caso excepcional, el tribunal podía constituirse en sesiones plenarias. A veces las cámaras estaban compuestas de 201 a 401 miembros o de 1001 a 1501 miembros. Después de la elección, los heliastas tenían que prestar juramento una vez al año.
Después del acto de juramento, cada juez recibía una tablilla de madera de boj con su propio nombre, el de su padre y el de su demo inscritos en esta, así como una letra del alfabeto, hasta la kappa y los jurados de cada tribu eran divididos en secciones, aproximadamente en una cantidad igual a cada letra.
La expresión por tribus (katà phylás) no quiere decir que cada tribunal era asignado a una tribu diferente, sino que representantes de todas las tribus estaban en cada tribunal. En 390 a. C., la asignación diaria no era por tribus, sino por «divisiones heliásticas» o «secciones».
Las diez secciones (mérē), distinguidas con las letras del alfabeto griego desde la Α hasta la Κ, no coincidían con las diez tribus, sino que cada sección tenía aproximadamente un número igual de jueces de todas las tribus. Las tablillas que se conservan prueban que miembros de diferentes tribus pertenecían a la misma sección.
Aristóteles dice sobre los tribunales:

Los tribunales tienen diez entradas, una para cada tribu, y cien cajas (kibōtia), diez para cada tribu, y veinte aparatos para sorteo (cleroterion), dos para cada tribu, y cien cajas, diez para cada tribu, y otras tantas cajas en las que se echan las tablillas de los jueces a quienes toque en suerte, y dos cántaros. Y en cada entrada se colocan tantos bastones como jueces hay, y se echan en un cántaro tantas bellotas de bronce como bastones hay. En las bellotas están inscritas las letras del alfabeto a partir de la undécima, o sea la Λ, tantas cuantos tribunales hayan de formarse.

La primera serie de cajas era de cien, diez por cada tribu, porque los jueces de cada tribu estaban divididos en diez secciones en las que estaban distribuidos todos ellos.
Con respecto a las tablillas (pinákia) en cada tribu, las que llevaban los nombres de los jueces con la sección A se colocaban en la primera caja (kibōtion); las de la sección B en la segunda, y así sucesivamente las diez secciones.
Según los jueces requeridos, se sacaba por sorteo un número igual de tablillas del conjunto de las cien cajas. Así, cada tablilla sacada tenía asignada por sorteo un tribunal. A continuación, todas las tablillas se colocaban en la segunda serie de cajas. Todas las tablillas de jueces asignadas a un determinado tribunal eran colocadas en la caja que llevaba la letra correspondiente a ese tribunal.
Los bastones eran el distintivo del cargo de juez. Estaban marcados con el mismo color que el dintel de la puerta del tribunal asignado al juez. El juez lo entregaba al entrar al tribunal y recibía una tésera o contraseña oficial (sýmbolon) a cambio. La tésera servía para reclamar el pago del trióbolo (moneda de tres óbolos).
Las bellotas, llamadas bálanoi, eran unas bolas de bronce, que tenían la letra del tribunal inscrita y se depositaban en un cántaro: tantas bellotas como bastones había.

## Jurisdicción
En su origen, la jurisdicción de la Heliea fue limitada a juzgar a los arcontes y, probablemente, algunas otras acusaciones similares contra los titulares de cargos públicos. Fue cuando Efialtes y Pericles provocaron una solución obligatoria a través de la ekklesía, desmantelamiento del Areópago, el centro del conservadurismo, de la mayoría de los casos que juzgó, dice que la Heliea empezó a juzgar casi todos los casos civiles y penales. El Areópago mantuvo su competencia sólo para los crímenes, homicidios e incendios provocados, mientras que los arcontes podían imponer algunas multas menores. Digno de ser mencionado es que la jurisdicción de la Heliea incluía también litigios, que involucraban a ciudadanos atenienses de otras ciudades (clerucos) y a otras ciudades, las aliadas (o tributarias), es decir, las que por fuerza o de buen grado formaban parte de la Liga de Delos; estaban todos sujetos, pues, a unas leyes, que podríamos calificar de internacionales. Concretamente, la Heliea funcionaba como un tribunal competente en litigios de leyes públicas, privadas, penales y leyes privadas internacionales.
Al tener atribuciones sobre la llamada grafé paranomon, la Heliea reemplazó al Areópago en la ejecución y el control legal de las decisiones de la Ekklesía (Asamblea ateniense). Hasta las reformas de Efialtes de Atenas, el Areópago tuvo la obligación de guardar las leyes y tener vigilados la mayoría de los principales asuntos estatales.

## Procedimiento
La Heliea ejercía durante todos los días laborables, excepto los tres últimos días de cada mes y los días en que la Ekklesía estaba en sesión. Las cámaras se situaban en el exterior, puesto que no existía un edificio específico donde alojarse. Sin embargo, el lugar donde se celebraba la audiencia estaba rodeado de setos, detrás de los cuales se ubicaba el público. En detalle, el procedimiento legal era como sigue:
El hegemon (ἡγεμών) del tribunal era el responsable de reunir los pleitos y quejas. Tras realizar una investigación preliminar, tenía que citar a los litigantes y testigos para comparecer ante el jurado. La mañana de la audiencia, el hegemon echaba a suertes en qué cámara se efectuaría el juicio y el lugar donde se reuniría el jurado. Después de la formación del jurado, el hegemon debía suministrar las conclusiones de su investigación preliminar, anunciando y definiendo el litigio sobre el cual decidiría el tribunal. A continuación, comenzaba la audiencia del demandante, el acusado y los testigos. Los propios litigantes eran quienes exponían sus argumentos, sin el apoyo legal de un abogado,{{Refn|1=Esta es la razón por la cual la profesión de logógrafo (es decir, de autor profesional de discursos judiciales, tal como Lisias) floreció en la antigua Atenas.  intercambiando monólogos acotados por un tiempo establecido por una clepsidra (reloj de agua). Durante un juicio público, cada litigante tenía tres horas para presentar sus alegaciones, mientras que en juicios privados contaban con mucho menos tiempo (aunque es estos últimos casos la proporción dependía de la suma de dinero en juego). Así, los casos judiciales se convirtieron en una lucha vehemente de sensaciones, puesto que los jurados no constituían un pequeño grupo de ciudadanos maduros, como en el caso del Concejo de Areópago, que sólo se interesaba en la correcta aplicación de la ley. Además, ante las Cámaras de la Heliea cada ciudadano debía convertirse en un eficaz orador y actuar únicamente en su calidad de ciudadano, para así proteger sus intereses y forzar sus puntos de vista.
Las decisiones se tomaban votando luego de una deliberación, para la cual no existía un plazo determinado. No obstante, nada evitaba que los jurados hablasen informalmente entre ellos durante el proceso de votación y podían expresar a gritos su desaprobación o descreimiento respecto de lo dicho por los litigantes. Esto podría haber jugado algún papel en la formación de un consenso. La votación era pública y transparente. Cada heliasta recibía dos votos: un «inocente» y un «culpable». Luego, el heraldo (κήρυκας) debía, primero, preguntar a los heliastas si deseaban presentar alguna objeción acerca de los testigos y, después, les decía que debían colocar sus votos en dos ánforas distintas, una de cobre (para los votos válidos) y otra de madera (los votos desechados). La votación era secreta (cada jurado debía tapar con los dedos el voto para que nadie viera en cuál ánfora lo arrojaba) y se verificaba introduciendo en la urna de bronce una ficha perforada si el voto era culpable, o una maciza, si el voto era inocente, descartando la ficha sobrante en la urna de madera. Durante los casos civiles, el proceso de votación era diferente, ya que las ánforas eran tantas como las partes litigantes.
Después del recuento de votos, el heraldo anunciaba el resultado final. En caso de empate en el número de votos, el acusado era absuelto por considerárselo bajo el favor del «voto de Atenea».

## Sentencias
Los heliastas podían imponer multas (en casos civiles y penales) o «sentencias corporales» (sólo en casos penales). Las multas de la Heliea eran mayores que las impuestas por los arcontes. Las «sentencias corporales» lato sensu incluían la muerte, el encarcelamiento (para ciudadanos que no fueran atenienses), la atimia (en ocasiones, acompañada por confiscación de bienes) y el exilio (ἀειφυγία).

## Juicios famosos ante la Heliea

### Juicio de Sócrates
Sócrates fue acusado de impiedad por Meleto, Anito y Licón. Su juicio tuvo lugar en 399 a. C. y el jurado basó su culpabilidad con 280 votos frente a 220. Su sentencia a muerte fue decidida en segunda votación, lo que incluso fue peor para el filósofo. No obstante, Sócrates no perdió la calma y, aunque durante el juicio él podría haber propuesto al jurado su autoexilio, no lo hizo, puesto que la vida fuera de su querida ciudad ya no tendría sentido para él.

### Juicio de Pericles
Según Plutarco, Pericles se enfrentó a dos serias acusaciones. La primera justo antes del estallido de la guerra del Peloponeso y la segunda durante el primer año de la guerra, cuando fue condenado a una multa, el importe de la cual era quince o cincuenta talentos. Antes de la guerra, una moción de Dracóntides, según la cual Pericles debía presentar sus cuentas del dinero público a los pritanos y los jueces para que pudieran decidir sobre su caso con votaciones sobre el altar de los dioses de la acrópolis. Esta cláusula de la proposición fue, sin embargo, enmendada con la moción de que el caso fuera juzgado ante mil quinientos jurados por la vía ordinaria, si se quería llamarlo a juicio por desfalco y cohecho, o malversación.

### Equilibrio y competencias entre la Ekklesía y la Heliea
Al cabo del tiempo, los tribunales de la Heliea podían controlar a la Ekklesía (Asamblea del pueblo ateniense). En efecto, en 416 a. C. se introdujo el procedimiento de la grafé paranomon (en griegoἡ γραφή παρά νόμων) (acusación a una ley) para  sustituir a la práctica del ostracismo, utilizado por última vez el año precedente. Ello permitía a cualquier ciudadano hacer examinar por un tribunal de la Heliea toda ley que había sido votada por la Ekklesia o en curso de proposición por la Ekklesia. Si el tribunal juzgaba que la ley o la proposición de ley era contraria a las leyes generales de la ciudad, no solamente era anulada, sino que su autor y el epístata que dirigía los debates en el momento de su adopción (o proposición) estaban sujetos a graves sanciones, llegando hasta la atimia. Si el tribunal era apelado para juzgar una ley en curso de proposición y que la había declarado compatible con la Constitución, eso entrañaba su adopción sin reexamen por la Ekklesía. La grafé paranomon ofrecía, pues, a la Heliea un papel mayor que el de mero consejo constitucional, papel antes ejercido por el Areópago. La Heliea se convirtió al cabo del tiempo en un colegislador, compartiendo el poder legislativo con la Boulé y la Ekklesía. El resultado fue que, a partir de 355 a. C., las luchas políticas no tuvieran lugar más en la Pnyx, sino ante los tribunales.